# Пэррис, Мэйсон
Мэйсон Марк Пэррис (англ. Mason Mark Parris; 1 октября 1999, Лоренсберг, Индиана, США) — американский борец вольного стиля, призёр чемпионата мира. Также занимался студенческой борьбой в США.

## Карьера
Пэррис учился в средней школе города Лоренсберг, штат Индиана, где он занимался тремя видами спорта: борьбой, футболом и легкой атлетикой. По борьбе он был трёхкратным чемпионом штата Индиана в весе до 220 фунтов (до 99,8 кг), став победителем в 2016, 2017 и 2018 годах. Он также установил рекорд штата Индиана, набрав 11 карьерных значков на чемпионате штата. Он закончил свою карьеру будучи школьником в штате Индиана с общим рекордом 206:1, в том числе 152:0, зафиксированные за последние три сезона. В 2018 году он стал лауреатом премии Junior Schalles Award как лучший школьник. В футболе он трижды входил в первую команду штата в качестве полузащитника и трижды становился лучшим защитником года в штате Индиана по футболу. После окончания школы поступил в колледж Мичигана, где занимался студенческой борьбой. В августе 2019 года в Таллине, одолев в финале иранца Амира Хоссейна Заре, стал победителем Первенства мира среди юниоров. В 2023 году он стал первым чемпионом Мичигана в студенческой борьбе в тяжёлом весе после Кирка Троста в 1986 году. После выдающегося сезона он был награжден Премией Дэна Ходжа как лучший студенческий борец. Он также был признан спортсменом года Мичиганского университета. В сентябре 2023 года на чемпионате мира в Белграде, дошёл до полуфинала, где уступил грузину Гено Петриашвили, а в схватке за 3 место одолел россиянина Абдуллу Курбанова. В начале ноября 2023 года он представлял Соединенные Штаты на Панамериканских играх и выиграл золотую медаль в весовой категории до 125 кг среди мужчин, победив участника олимпийских игр и трёхкратного призера Панамериканских игр Хосе Даниэля Диаса из Венесуэлы. В феврале 2024 года на Панамериканском чемпионате, он стал золотым призёром в весовой категории до 125 кг. Он начал турнир с победы в 1/4 финала со счётом 10:0 над Ричардом ДеШатле, его следующие соперники по полуфиналу и финалу не вышли на схватку из-за травмы, в результате его единственной победы хватило для чемпионства.

## Достижения
- Первенства мира по борьбе среди юниоров 2019 — ;
- Чемпионат мира по борьбе 2023 — ;
- Панамериканские игры 2023 — ;
- Панамериканский чемпионат по борьбе 2024 — ;